# یوکیکو شیمازاکی
یوکیکو شیمازاکی (به ژاپنی: 島崎 雪子 Shimazaki Yukiko)؛(زادهٔ ۲۵ فوریهٔ ۱۹۳۱) یک هنرپیشه اهل ژاپن است. او در بیش از بیست فیلم از سال ۱۹۵۰ تا ۱۹۶۴ ظاهر شد. او با کارگردان فیلم تاتسومی کوماشیرو ۱۹۵۵–۱۹۶۷ ازدواج کرد.
از فیلم‌ها یا برنامه‌های تلویزیونی که وی در آن نقش داشته است می‌توان به هفت سامورایی، ضیافت اشاره کرد.